# Josef Burger (Esperantist)
Josef Burger (* 21. Juli 1881 in Klarenthal (Saarbrücken); † 30. Mai 1970 ebenda) war ein deutscher Bergmann, Arbeiterdichter und Esperantist.

## Leben
Josef Burger wurde als ältestes von neun Kindern in Klarenthal im Saarland geboren und begann nach dem Schulabschluss eine Lehre als Bergmann. Wegen der in Aussicht gestellten besseren Verdienstmöglichkeiten im Ruhrbergbau zog er mit seiner Frau 1913 nach Essen. Nach dem Ersten Weltkrieg arbeitete er dort als Lokführer auf einer Schachtanlage.
Im Grenzgebiet zwischen Deutschland und Frankreich aufgewachsen und mit der französischen Sprache vertraut, wusste er um die Schwierigkeiten der Völkerverständigung. Voller Überzeugung nahm er die Idee einer leicht zu erlernenden Plansprache auf und schloss sich der Arbeiter-Esperanto-Bewegung an. Seine Freizeit widmete er in den 1920er Jahren der Verbreitung des Esperanto durch Sprachkurse in der Arbeiterbewegung. Seine Erlebnisse im Ersten Weltkrieg veranlassten ihn, aus der katholischen Kirche, der er bis dahin strenggläubig angehörte, auszutreten und in der Freidenker-Bewegung aktiv zu werden. Als Arbeiterdichter hat er vor allem Gedichte mit gesellschaftssatirischem und antiklerikalem Inhalt in Deutsch und Esperanto geschrieben. Seine Werke wurden in verschiedenen Zeitschriften und Zeitungen veröffentlicht.

## Nachlass
Der Teilnachlass von Josef Burger befindet sich im Fritz-Hüser-Institut in Dortmund.